# Транссудат
Транссуда́т (от лат. trans — через, и лат. sudor — пот) — отёчная жидкость, скапливающаяся в полостях тела вследствие нарушения крово- и лимфообращения (например, брюшная водянка — асцит — при сердечной недостаточности или циррозе печени). Образование транссудата происходит без воспалительных изменений тканей, что отличает его от экссудата.
Транссудат, невоспалительный выпот — результат пропотевания сыворотки крови; скапливается в полостях и тканях тела при нарушениях кровообращения, водно-солевого обмена, повышении проницаемости стенок капилляров и венул. От воспалительного выпота (экссудата) отличается главным образом низким содержанием белка (не более 2 %; плохо связывается белковыми коллоидами).

## Отличие экссудата от транссудата

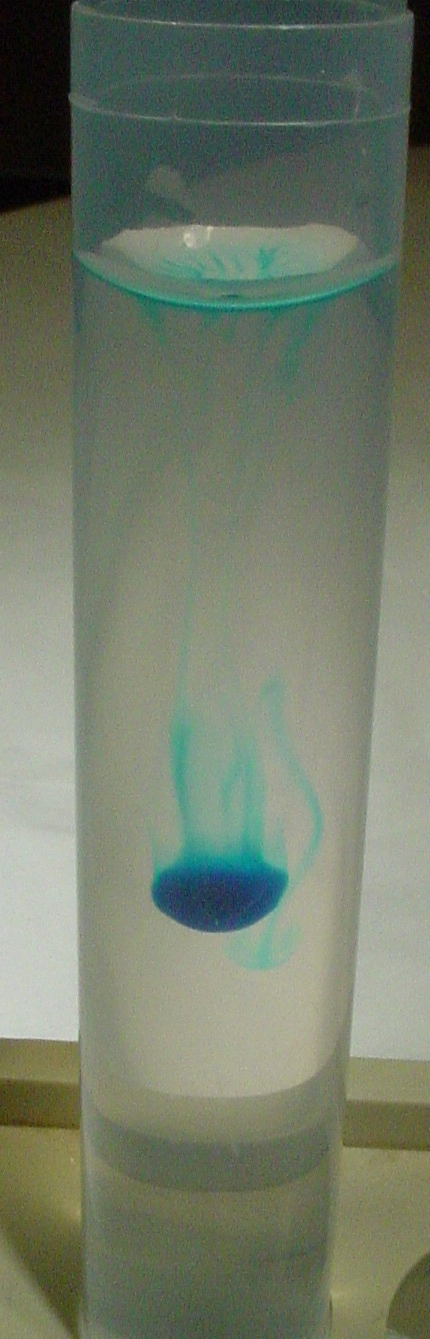
Положительная проба Ривальта. Для лучшей визуализации жидкость была окрашена метиленовым синим.

При дифференциальной диагностике выпотов важно отличать экссудат от транссудата. Транссудат образуется из-за нарушения гидростатического или коллоидно-осмотического давления, а не воспаления. По своему составу наиболее близок к транссудату серозный экссудат.
Транссудат содержит небольшое количество белка, по сравнению с экссудатом. Разницу между транссудатом и экссудатом можно определить, измерив удельный вес жидкости, который косвенно будет говорить о содержании в ней белка. Кроме того, при определении природы жидкости может оказаться полезной проба Ривальта.
| Сравнительные характеристики экссудата и транссудата |                                                                                  |               |
| Характеристика                                       | Транссудат                                                                       | Экссудат      |
| Причина образования                                  | Повышенное гидростатическое давление, пониженное коллоидно-осмотическое давление | Воспаление    |
| Удельный вес                                         | менее 1015                                                                       | более 1015    |
| Белок                                                | менее 30 г/л                                                                     | более 30 г/л  |
| Соотношение: белок выпота / белок сыворотки          | менее 0,5                                                                        | более 0,5     |
| Соотношение: ЛДГ выпота / ЛДГ сыворотки              | менее 0,6                                                                        | более 0,6     |
| Проба Ривальта                                       | Отрицательная                                                                    | Положительная |
| Лейкоциты в 1 мкл                                    | менее 1000                                                                       | более 1000    |